# Saison 1 de Jessica Jones
Chronologie
Saison 2
Cet article présente les treize épisodes de la première saison de la série télévisée américaine Jessica Jones (Marvel's Jessica Jones).

## Synopsis
Jessica Jones, souffrant de stress post-traumatique, remise son costume de super-héroïne au placard afin d'ouvrir une agence de détective dans le but d'aider certains de ses confrères avec des super-pouvoirs.

## Distribution

### Acteurs principaux
- Krysten Ritter : Jessica Jones[1]
- Mike Colter : Luke Cage[2] (épisodes 1 à 4, 6 et 11 à 13)
- Rachael Taylor : Trish « Patsy » Walker[3] (épisodes 1 à 5 et 7 à 13)
- Wil Traval : Will Simpson[4] / Nuke (épisodes 3 à 5 et 7 à 11)
- Erin Moriarty : Hope Shlottman [4] (épisodes 1 à 3, 5, 6, 9 et 10)
- Eka Darville : Malcolm Ducasse[4] (épisodes 1 à 7 et 9 à 13)
- Carrie-Anne Moss : Jeri Hogarth (épisodes 1 à 4, 6 à 10 et 13)
- David Tennant : Kilgrave[5] (épisodes 1 à 3, 5 à 10, 12 et 13)

### Acteurs récurrents et invités
- Susie Abromeit : Pam (épisodes 1, 2, 4 et 6 à 10)
- Robin Weigert : Wendy Ross-Hogarth (épisodes 1, 3, 4 et 7 à 10)
- Kobi Libii : Zack (épisodes 1 et 2)
- Nedra McClyde : Gina (épisodes 1 et 2)
- Joseph Ragno : Roy Healy (épisode 1, 2 et 7)
- Parisa Fitz-Henley : Reva Connors (épisodes 2, 3 et 6)
- Colby Minifie : Robyn (épisodes 2, 7 et 10 à 12)
- Kieran Mulcare : Ruben (épisodes 2, 3, 5 et 7)
- Clarke Peters : Détective Oscar Clemons (épisodes 2, 7, 9 et 10)
- Nichole Yannetty : Nicole (épisode 3, 4 et 11)
- Kieran Mulcare : Ruben (épisodes 3 et 7)
- Kett Turton : Holden (épisode 3)
- Ryan Farrell : Jackson (épisodes 4, 6 et 9 à 11)
- Paul Pryce : Donald (épisodes 4, 6 et 9 à 11)
- Jessica Hecht : Audrey Eastman (épisode 4)
- Danielle Ferland : Clair (épisodes 4, 6, 9 et 10)
- Gillian Glasco : Emma (épisodes 4, 9 et 10)
- Lisa Emery : Louise Thompson (épisodes 4, 6, 9 et 10)
- Rebecca De Mornay : Dorothy Walker (épisodes 7, 11 et 12)
- Elizabeth Cappuccino : Jessica Jones jeune (épisodes 7, 8 et 11)
- Catherine Blades : Trish Walker jeune (épisodes 7, 8 et 11)
- Michael Siberry : Albert Thompson (épisodes 8 à 10, 12 et 13)
- Miriam Shor : Alisa Jones (épisode 8)
- Thomas Kopache : Dr. Kozlov (épisodes 9 et 11)
- Michelle Hurd : Samantha Reyes (épisode 13)
- Amanda Warren : Dr. Gallo (épisode 13)

### Invités venant des autres séries Marvel/Netflix

#### DeDaredevil
Saison 1 et 2
- Royce Johnson (VF : Mohad Sanou) : Sergent Brett Mahoney (épisode 7)
- Rosario Dawson (VF : Annie Milon) : Claire Temple (épisode 13)

## Liste des épisodes

### Épisode 1:AKALa Soirée filles
- Susie Abromeit (Pam)
- Robin Weigert (Wendy Ross-Hogarth)
- Kobi Libii (Zack)
- Joseph Ragno (Roy Healy)
- Ian Blackman (Bob Shlottman)
- Deborah Hedwall (Barbara Shlottman)
- Nedra McClyde (Gina)
- Juri Henley-Cohn (Gregory Spheeris)
- Ruibo Qian (Mei)
- Manuel Joaquin Santiago (Raj)

### Épisode 2:AKALe Syndrome de l'écrasement
- Susie Abromeit (Pam)
- Kieran Mulcare (Ruben)
- Kobi Libii (Zack)
- Joseph Ragno (Roy Healy)
- Leslie Lyles (Maureen Denton)
- Thom Sesma (Docteur David Kurata)
- Clarke Peters (Détective Oscar Clemons)
- Nedra McClyde (Gina)
- Parisa Fitz-Henley (Reva Connors)
- Colby Minifie (Robyn)
- Neimah Djourabchi (Andre)
- Athena Colon (Yuliana)
- Ben Kahre (Jack Denton)

### Épisode 3:AKAGrâce au whisky
- Robin Weigert (Wendy Ross-Hogarth)
- Kieran Mulcare (Ruben)
- Parisa Fitz-Henley (Reva Connors)
- Kett Turton (Holden)
- Nichole Yannetty (Nicole)
- Andrea Burns (Angie)

Luke et Jessica entament une liaison, leurs pouvoirs les reliant, mais Jessica a du mal à garder le secret de la mort de Reva. Trish a l'idée, pour forcer Kilgrave à sortir de l’ombre, de faire participer Hope à son émission de radio avec l’aide de Jeri. Quand Trish commence à accréditer la thèse de l'existence de Kilgrave et à l'insulter, Jessica veut tout arrêter, mais Kilgrave appelle sous un faux nom et fait des menaces à peine voilées. Jessica est prête à tout pour obtenir une dose d'anesthésiant chirurgical : corrompre la femme de Jeri, contacter les dealers que connait Luke, en vain. Finalement, c'est en utilisant Malcolm, son voisin héroïnomane en permanence sous influence, comme diversion dans l'hôpital, que Jessica parvient à voler deux doses d'anesthésiant.

### Épisode 4:AKA99 amis
- Susie Abromeit (Pam)
- Robin Weigert (Wendy Ross-Hogarth)
- Jessica Hecht (Audrey Eastman)
- Ricky Paull Goldin (Carlo Eastman)
- Brian Edwards (Officier Cooper)
- Eli Bridges (Stoner)
- Danielle Ferland (Clair)
- Gillian Glasco (Emma)
- Zak Steiner (Brad)
- Ryan Farrell (Jackson)
- Taylor Dior (Chanise)
- Paul Pryce (Donald)
- Lisa Emery (Louise Thompson)
- Nichole Yannetty (Nicole)

### Épisode 5:AKALe sandwich m'a sauvé la vie
- Charleigh Parker (Sissy Garcia)
- Kieran Mulcare (Ruben)
- Aaron Costa Ganis (Bobby)
- Jazmin Luperena (Tweaky)
- Jeté Laurence (Une petite fille)

### Épisode 6:AKAVous avez gagné!
- Susie Abromeit (Pam)
- Charleigh Parker (Sissy Garcia)
- Parisa Fitz-Henley (Reva Connors)
- Brett Azar (Len Sirkes)
- Dante E. Clark (Antoine)
- Sean Weil (Charles Wallace)
- Ari Stachel (Victor)
- Jesmille Darbouze (Serena)
- Kevin Yamada (Monsieur Lin)
- Mike Houston (Harvey)
- Paul Pryce (Donald)
- Danielle Ferland (Clair)
- Ryan Farrell (Jackson)
- Lisa Emery (Louise Thompson)

Jessica et Jeri apprennent que Hope a été agressée par une co-détenue. Quand Jessica apprend que c'est Hope qui a payé pour être battue, la jeune fille avoue qu'elle est enceinte de Kilgrave et qu'elle veut avorter. Jessica force Jeri à arranger l'avortement en échange d'informations contre son épouse dont elle divorce. Dans son dos, l'avocate s'arrange pour récupérer le fœtus mort.

### Épisode 7:AKALes Pires Pervers
- Susie Abromeit (Pam)
- Kieran Mulcare (Ruben)
- Robin Weigert (Wendy Ross-Hogarth)
- Rebecca De Mornay (Dorothy Walker)
- Joseph Ragno (Roy Healy)
- Clarke Peters (Détective Oscar Clemons)
- Colby Minifie (Robyn)
- Royce Johnson (Sergent Brett Mahoney)
- Elizabeth Cappuccino (Jessica jeune)
- Catherine Blades (Trish jeune)

### Épisode 8:AKAQue ferait Jessica?
- Susie Abromeit (Pam)
- Robin Weigert (Wendy Ross-Hogarth)
- Kathleen Doyle (Madame Elizabeth De Luca)
- Elizabeth Cappuccino (Jessica jeune)
- James Freedson-Jackson (Kilgrave jeune)
- Michael Siberry (Albert Thompson)
- Miriam Shor (Alisa Jones)
- James Colby (Brian Jones)
- Billy McFadden (Phillip Jones)
- Mazin Akar (Hank)
- Ryan Jonze (Chuck)
- Adela Bolet (Alva Rivera)
- Robert L. Verlaque (Laurent Bouchard)
- Slate Holmgren (Robinson)
- Michael Markiewicz (Ken)
- Mark Lotito (Desmond Tobey)

- Le titre original fait référence à l'expression « Que ferait Jésus ? »

### Épisode 9:AKALe Banc de touche
- Susie Abromeit (Pam)
- Robin Weigert (Wendy Ross-Hogarth)
- Clarke Peters (Détective Oscar Clemons)
- James Freedson-Jackson (Kilgrave jeune)
- Lisa Emery (Louise Thompson)
- Michael Siberry (Albert Thompson)
- Thomas Kopache (Docteur Kozlov)
- Danielle Ferland (Clair)
- Gillian Glasco (Emma)
- Ryan Farrell (Jackson)
- Paul Pryce (Donald)

Jessica a mis Kilgrave dans la cage hermétique du CDC et cherche un moyen de pression pour lui faire avouer ses crimes ou le pousser à utiliser ses pouvoirs. Elle tente la torture en diffusant en boucle les enregistrements des tests qu'il a subis enfant, puis le frappe pour le pousser à user de ses pouvoirs, mais Trish intervient avant qu'elle ne le tue. En parallèle, le divorce de Hogarth se complique et Pam la pousse à agir plus fermement avec Wendy. De plus, le procureur veut précipiter la conclusion du dossier maintenant que la rumeur publique a entendu parler de Kilgrave. Hope ayant appris par Jessica qu'elle tenait Kilgrave et qu'elle allait tout faire pour obtenir une preuve, refuse l'accord proposé par le procureur.
En dernier recours, Jessica décide de retrouver les parents de Kilgrave en remontant les quelques indices des vidéos, elle finit par reconnaître une femme âgée et défigurée qui vient aux réunions de groupe organisées par Malcolm. Elle retrouve ainsi les parents de Kilgrave, et apprend qu'il était en réalité atteint, lorsqu'il était enfant, d'une maladie neurologique dégénérative. Ses parents ont tenté de le sauver par un traitement expérimental qui a fait de lui ce qu'il est désormais.

### Épisode 10:AKALes Coups de canif
- Susie Abromeit (Pam)
- Robin Weigert (Wendy Ross-Hogarth)
- Colby Minifie (Robyn)
- Clarke Peters (Détective Oscar Clemons)
- Michael Siberry (Albert Thompson)
- Danielle Ferland (Clair)
- Gillian Glasco (Emma)
- Paul Pryce (Donald)
- Ryan Farrell (Jackson)
- Lisa Emery (Louise Thompson)

Jeri a permis la fuite de Kilgrave en sabotant la cage afin de le récupérer pour qu'il force Wendy à signer les papiers du divorce. Elle l'amène donc à Wendy pour qu'elle le soigne. Ce faisant, Jeri révèle qu'elle a récupéré le fœtus de Hope pour tenter de reproduire les capacités de Kilgrave, en vain. Ses blessures sont à peine pansées que Kilgrave pousse Wendy à tuer Jeri en la tailladant à mort. Elle ne doit la vie sauve qu'à son amante Pam qui tue Wendy. Devant les faits, Jessica et Pam tournent le dos à Jeri.
Pendant ce temps, Trish a emmené le père de Kilgrave pour qu'il tente de créer un vaccin au virus de Kilgrave à partir du sang de Jessica. Clemons surveille les preuves récupérées mais Simpson, sur pied (grâce aux drogues d'un docteur qu'il connait nommé Kozlov) mais instable psychologiquement, ne pense qu'à tuer Kilgrave et abat l'inspecteur. 

### Épisode 11:AKALes Cachets bleus
- Colby Minifie (Robyn)
- Ryan Farrell (Jackson)
- Paul Pryce (Donald)
- Rebecca De Mornay (Dorothy Walker)
- Catherine Blades (Trish jeune)
- Nichole Yannetty (Nicole)
- Thomas Kopache (Docteur Kozlov)
- Elizabeth Cappuccino (Jessica jeune)
- Phillip James Griffith (McManus)
- Daniel Marcus (Maury Tuttlebaum)

Afin d'expliquer ce qui s'est passé dans le restaurant, Jessica s'arrange avec les survivants pour qu'ils racontent la même histoire sans faire mention de Kilgrave. Malgré sa haine envers Jessica, Robyn accepte. Jessica s'attend maintenant à trouver le corps du père de Kilgrave et commence à inspecter chaque morgue de la ville, sans résultat. Jessica s'épuise à la tâche, croyant même voir Kilgrave dans la rue et finit renversée par un camion. Elle est sur pieds, grâce à sa capacité de guérison, mais a des côtes cassées. Finalement, c'est le corps de Clemons qui est trouvé, brûlé après avoir été abattu d'une balle dans la tête. Jessica pense à Kilgrave avant que Simpson ne réapparaisse et révèle qu'il a été remis sur pied grâce à un programme de drogues de combat qui le dopent mais le rendent incontrôlable. Après avoir abattu deux hommes de son ancienne faction devant Trish, il s'en prend à Jessica, persuadé qu'elle ne tuera pas Kilgrave. Pour le contrer, Trish prend elle-même une des pilules de Simpson afin de faire jeu égal avec lui mais elle s'effondre après le combat, la respiration bloquée. Elle est donc hospitalisée d'urgence pendant que Kozlov récupère en secret Simpson ; Malcolm, déjà le moral en berne après le retour de Kilgrave et la dissolution de son groupe, les surprend mais ne dit rien. Pendant qu'elle veille sur Trish, Jessica reçoit un message de Kilgrave : il va tuer Luke. Elle assiste à l'explosion de son bar mais grâce à sa peau indestructible, il survit sans dégâts.

### Épisode 12:AKAFais la queue comme tout le monde
- Rebecca De Mornay (Dorothy Walker)
- Michael Siberry (Albert Thompson)
- Colby Minifie (Robyn)
- Tiffany Green (Bunny Wiles)
- Colin Moss (Justin Boden)
- Edward Chin-Lyn (Frank Levin)

Luke a croisé la route de Kilgrave quand celui-ci fuyait le restaurant avec son père. Il l’a aussitôt pris sous son contrôle, jusqu'à l'explosion du bar. Jessica comprend vite que si Kilgrave n'a pas encore tué son père, c'est qu'il l'utilise pour augmenter la puissance de son pouvoir et parvenir à reprendre le contrôle sur elle. Accompagnée de Luke, elle suit donc la piste des produits qu'a laissés derrière lui Andrew et trouve un laboratoire qui fabrique le nécessaire, mais la piste s'interrompt quand Kilgrave pousse son livreur à se tuer en plein Central Park. En chemin, Jessica et Luke commencent à se réconcilier et à mettre tous leurs différends de côté maintenant que Luke a vu de quoi Kilgrave est capable. De son côté, Trish trouve une aide inattendue : lors d'une visite surprise de sa mère, celle-ci surprend une conversation sur les pilules que prenait Simpson et a fait le lien avec l'entreprise qui a payé les soins d'hôpitaux de Jessica après l’accident de voiture.

### Épisode 13:AKAFais-moi un sourire
- Rosario Dawson (Claire Temple)
- Michelle Hurd (Samantha Reyes)
- Michael Siberry (Albert Thompson)
- Edward Chin-Lyn (Frank Levin)
- Colin Moss (Justin Boden)
- Amanda Warren (Docteur Gallo)

Luke n'a pas repris connaissance et Jessica le porte jusqu'à l'hôpital le plus proche. Quand les médecins voient que Luke est spécial, seule Claire Temple comprend et accepte de le faire sortir des lieux. Mais Kilgrave est déjà là et lance tout l'hôpital à la poursuite de Jessica, qui parvient à s'enfuir mais s'en sort blessée à la cuisse. Elle retrouve Claire chez elle, avec Luke en pleines convulsions, l'infirmière tente une intervention par l’œil pour soulager la pression crânienne. Elles ne peuvent plus qu'attendre que Luke se remette. Jessica traque donc Kilgrave et trouve son dernier refuge. Elle appelle Trish pour faire ses possibles adieux avant d'entrer dans l'appartement où il se cache mais ne trouve que des morts et les restes non utilisés par Andrew Thompson pour améliorer les capacités de Kilgrave, dont le fœtus avorté par Hope. Jessica et Trish savent où se rendre : les quais, d'où Kilgrave compte fuir sur le bateau de sa dernière victime. Dans les bâtiments, Kilgrave a prévu une escouade de policiers et plusieurs passants comme boucliers humains, mais Trish intervient comme diversion, le temps que Jessica rejoigne Kilgrave. Quand il menace de la blesser en partant avec Trish sous son contrôle, Jessica le laisse faire et Kilgrave croit alors avoir gagné, mais elle le surprend en lui brisant la nuque.